# Antagonist (Ökologie)
Mit Antagonist wird in der Ökologie eine Art bezeichnet, die in Konkurrenz oder Feindbeziehung zu einer anderen Art steht. Beide Arten sind daher zueinander Antagonisten. Der Gegensatz zum Antagonisten ist der Synergist.

## Weitere Begriffsverwendungen in der Ökologie
Der Begriff des Antagonisten bezieht sich im weiteren Sinne auf jede Form der Wechselbeziehung zwischen Individuen, Populationen oder Arten, die zu negativen Auswirkungen bei beiden Beteiligten führt ("Antagonismus", engl. antagonism). Von einem ökologisch antagonistischem Wirken kann auch in Bezug auf Umweltfaktoren gesprochen werden, die sich in ihrer Wirkung auf einen Organismus teilweise kompensieren. So wird auch von antagonistischen Ressourcen gesprochen, wenn sich die Ressourcen zwar gegenseitig zum Teil ersetzen können, die Gesamtwirkung jedoch kleiner als die Wirkung beider Teile ist.